# Mellanatlas
Mellanatlas är en bergskedja i Marocko, som utgör en del av Atlasbergen.